# Alçuli
Alçuli (Al-Suli; c. 880 - 946), foi um jogador árabe de Xatranje (um ancestral do xadrez moderno), historiador e nadim (companheiro pessoal) de sucessivos califas abássidas que viveu em Bagdá
A habilidade de Alçuli no Xatranje se tornou lendária e ele permanece como um dos maiores enxadristas árabes de todos os tempos, ainda lembrado nos dias de hoje. ibne Calicene, falecido em 1282, escreveu uma biografia sua e diz: "Não houve em sua época quem o igualasse em habilidade. Sua capacidade no jogo tornou-se um provérbio e quando homens falam de alguém notável pela excelência de seu jogo, dizem: 'Joga xadrez como Alçuli'."
Foi conhecido por sua poesia e erudição e escreveu uma crônica intitulada Akhbar al-Radi wa'l-Muttaqi, pormenorizando os governos dos califas Arradi e Almutaqui.
O bisavô de Alçuli foi o príncipe turcomano Sultaquim de Gurgã e seu tio o poeta Ibraim ibne Alabas Alçuli.

## Akhbar al-Radi wa'l-Muttaqi
Desde muito tempo, a crônica de Alçuli tem ficado à sombra daquelas de autores mais famosos como Almaçudi e ibn Miskawayh, talvez pelo fato de ter sido visto mais como um nadim em vez de um sério estudioso. No entanto, seu relato é significativo por oferecer um testemunho ocular da transição para o governo buída. Foi durante o califado de Arradi que, em 936, foi criada a posição de emir de emires, que permitia a transferência dos poderes executivos do califa a um emir e da qual os buídas se utilizariam, mais tarde, para estabelecer uma nova dinastia ao lado da dos abássidas. A partir de então, os abássidas nunca mais recobrariam seu poder pleno. Contudo, seu relato deixa claro que nem todo o poder foi transferido aos emires. Ele considera este período como de crise, mas não o fim do califado abássida.

## Xadrez
Alçuli tornou-se conhecido como jogador de xatranje durante o reino de Almoctafi, califa de Bagdá entre 902 e 908, e um encontro entre ele e Almauarde, o campeão de xatranje da corte do califa foi organizado. Nele, mesmo com o favorecimento e apoio dados por Almoctafi a seu protegido, Alçuli emergiu completamente vitorioso, não deixando dúvidas quanto a quem seria o melhor jogador. Almauarde foi derrotado de tal forma que o soberano o rejeitou com o trocadilho: "Sua água de rosas (Maward) transformou-se em urina", e o substituiu pelo novo campeão.
Após a morte de Almoctafi, Alçuli permaneceu sob a égide do califa seguinte, Almoctadir e, por sua vez, de Arradi. Com a morte deste em 940, caiu em descrédito com o novo soberano, Almutaqui, devido às simpatias que tinha para com o xiismo e, portanto, teve de exilar-se em Baçorá, onde passou o resto de sua vida na pobreza.
Evidências documentadas de sua vida são escassas, mas se conhecem os finais de algumas partidas que jogou. Sua habilidade de jogar xadrez com os olhos vendados também é mencionada por seus contemporâneos. Alçuli também ensinou xatranje. Seu discípulo mais famoso é Alajaje, "o Gago".
Foi o primeiro a buscar a ciência por trás do jogo e sua superioridade em relação a seus contemporâneos deve-se, além de seu talento natural, ao tratamento que deu às aberturas, investigando seus princípios gerais, e ao estudo sistemático que realizou das posições de finais. Seu livro, Kitab Ash-Shatranj (Livro de Xadrez), o qual foi o primeiro livro científico a ser escrito sobre estratégia enxadrística contém informações sobre 10 aberturas comuns, problemas recorrentes no meio-jogo e finais comentados. Nele também está contida a primeira descrição conhecida do problema do cavalo.
Embora os jogadores da época utilizassem os primeiros doze a dezenove lances para arrumar as peças na sua metade do tabuleiro da maneira que julgassem mais eficiente, em seu livro, Alçuli adverte para o fato de que um defeito na disposição adversária pode ser motivo para abandonar-se uma formação inicial tendo em vista o aproveitamento de fraquezas na posição adversária.
Muitos autores europeus posteriores tiveram na obra de Alçuli a base para seu trabalho sobre xadrez moderno. Além de seu livro de xatranje, Alçuli também escreveu alguns livros sobre história.

### O Diamante de Alçuli
| Começo de um tabuleiro de xadrez. | a                | b                | c                 | d               | e | f | g | h |                             |
| 8                                 |                  |                  |                   |                 |   |   |   |   | 8                           |
| 7                                 |                  |                  |                   |                 |   |   |   |   | 7                           |
| 6                                 |                  |                  |                   |                 |   |   |   |   | 6                           |
| 5                                 |                  |                  |                   | rei preto em d5 |   |   |   |   | 5                           |
| 4                                 |                  |                  |                   |                 |   |   |   |   | 4                           |
| 3                                 |                  | rei branco em b3 | dama branca em c3 |                 |   |   |   |   | 3                           |
| 2                                 |                  |                  |                   |                 |   |   |   |   | 2                           |
| 1                                 | dama preta em a1 |                  |                   |                 |   |   |   |   | 1                           |
|                                   | a                | b                | c                 | d               | e | f | g | h | Fim do tabuleiro de xadrez. |

| Alçuli                                                        | "Esta antiga posição é tão difícil que não há ninguém no mundo que seja capaz de resolvê-la, a não ser aqueles aos quais eu tenha ensinado como fazê-lo. Duvido que alguém tenha composto algo assim antes de mim." Isto foi dito por Alçuli | Alçuli |
| — Manuscrito do século XII da biblioteca do sultão Abdulamide | |        |

 Alçuli compôs um problema de xatranje que permaneceu sem solução por mais de um milênio. Trata-se de uma posição tão intrincada que veio a ser conhecida como "Diamante de Alçuli". David Hooper e Ken Whyld debruçaram-se sobre essa composição em meados dos anos oitenta, mas não foram capazes de resolvê-la. O mistério foi finalmente desvendado pelo russo Yuri Averbakh.
Como se trata de uma composição de xatranje, a "dama" (vizir) é uma peça bastante limitada, apta a mover-se apenas uma casa diagonal contígua de cada vez. Nesta modalidade de xadrez também se vencia capturando-se todas as peças inimigas com exceção do rei.
A solução dada em The Human Comedy of Chess de Hans Ree é 1.Rb4.